# 브리스톨 마이어스 스퀴브
브리스톨-마이어스 스퀴브(Bristol-Myers Squibb 브리스틀 마이어스 스퀴브[*], BMS)는 미국 뉴욕에 본사를 둔 제약 회사이다.
브리스톨-마이어스 스퀴브는 암, 후천면역결핍증후군, 심혈관계 질환, 당뇨병, 간염, 류머티스 관절염, 정신 질환 등을 포함한 여러 가지 분야에서 의약품을 생산한다.
BMS의 주요 R&D 센터는 뉴저지주 로렌스타운십 (구 스퀴브, 프린스턴 근처), 코네티컷주 월링퍼드 (구 브리스톨-마이어스)에 있으며, 다른 센터로는, 뉴욕주 이스트시러큐스, 뉴저지주 뉴브런즈윅과 프린스턴 파이크와 호프웰 타운십, 아일랜드 스워즈, 벨기에 브리안느 알류, 일본 도쿄, 인도 방갈로르에 있다.

## 제품
- 옵디보